# Apoica pallens

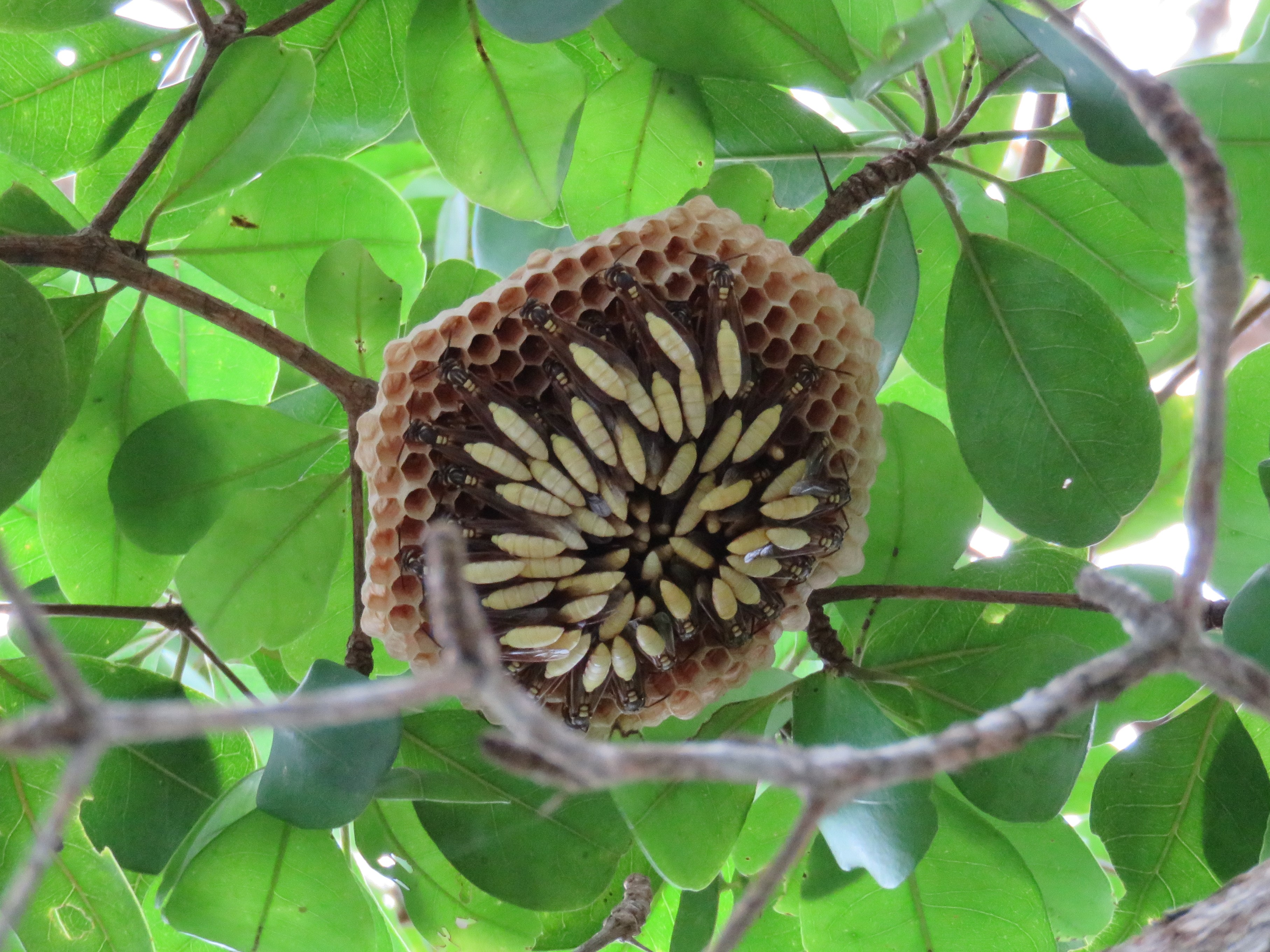
Колония ос

Apoica pallens (лат.) — вид бумажных общественных ос рода Apoica из подсемейства Polistinae (Vespidae). Эндемики Южной Америки. Насекомые длиной около 2 см с характерным бледно-жёлтым брюшком. Ведут ночной образ жизни. Известны своим миграционным поведением, образованием роёв. Некоторые аборигенные народы Бразилии используют гнёзда этих ос в лечебных целях.

## Распространение
Неотропический вид, ареал которого охватывает тропическую часть Южной Америки. Встречается в низменностях центральной и северной части континента — в саваннах, тропических сухих лесах и на болотах.

## Описание

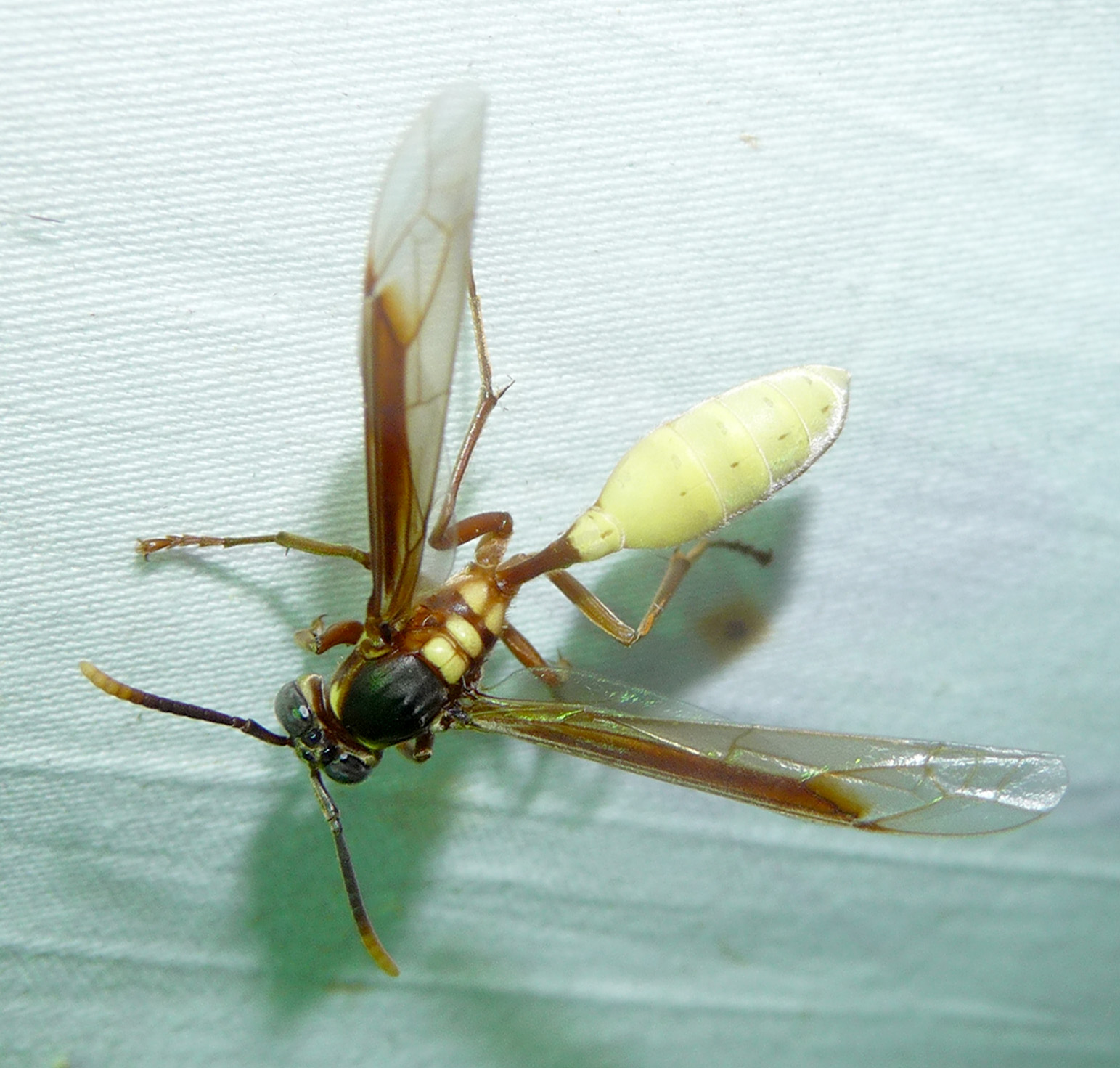
Apoica pallens, самка

Представители вида Apoica pallens имеют бледно-жёлтую окраску брюшка и петиолюса, жёлто-коричневую грудь, длина тела составляет около 2 см. Усики самок — 12-члениковые, у самцов состоят из 13 сегментов. Нижнечелюстные щупики — 6-члениковые, нижнегубные состоят из четырёх сегментов.
Размер самок и рабочих примерно одинаковы; самки немного меньше рабочих в головной части, но крупнее в брюшной, что связано с развитием яиц в брюшке.
Apoica pallens — ночные осы, начинают свою фуражировочную активность после захода солнца (кроме них, среди общественных ос только Provespa ведут такой образ жизни). Имеют крупные оцеллии.
Личинки имеют пять стадий развития; их длина составляет от 5 до 17 мм, куколки имеют длину около 2 см.
Гнёзда Apoica pallens располагаются на ветвях кустарников и небольших деревьев (Caesalpinia cariara, Erythrina velutina, Gliricidia sepium, Malpighia glabra) на высоте от 0,6 до 6 м. Соты имеют открытый вид, у них нет охватывающей защитной оболочки, как у европейских бумажных ос. Большие гнёзда (диаметр от 10 до 30 см) имеют своеобразный вид, похожий на соломенную шляпу или корзину, отчего одно из местных названий этих ос звучит как kava sombrero. В гнёздах от нескольких десятков до 1500 ячеек.

### Касты
Для Apoica pallens характерны две касты самок, имеющие морфологические различия. Эти касты классифицируются как рабочие и матки (царицы), и это морфологическое различие основано на размере яичников. Эта особая морфология способствует большим репродуктивным способностям маток. Различия между кастами маток и рабочих формируются на личиночной стадии. Личинки, развивающиеся в маток, демонстрируют более высокие темпы роста в некоторых частях своего тела по сравнению с личинками будущих рабочих. Это приводит к появлению особей разной формы, даже если личинки примерно одинакового размера.

### Жизненный цикл
Apoica pallens наиболее известен своим уникальным поведением роения (сходным с пчелиным), во время которого часть взрослого населения покидает старое гнездо и мигрирует на новый участок. Это может происходить как часть нормального воспроизводства колонии, как ответ на серьёзное нарушение или разрушение первоначального гнезда, а также по другим причинам. Кроме того, оставление гнёзд иногда коррелирует с изменением погоды, а в случае Apoica pallens наблюдается чаще в течение сухого сезона. Самцы следуют за мигрирующим роем и могут остаться с недавно созданной колонией в течение нескольких следующих недель.
Apoica pallens, как и другие представители трибы Epiponini, либо постоянно полигинны (имеют несколько яйцекладущих маток, или цариц), либо в основном полигинны. В последнем случае число маток уменьшается по мере развития колонии, что может привести к моногинии.

## Поведение

Apoica pallens, находясь на сотах гнезда, демонстрируют пассивную защиту.

### Фуражировка
Осы Apoica pallens собирают различных членистоногих, включая мух, гусениц и жуков. Они также собирают пыльцу и нектар из цветков растений рода банан (Musa sp.). Кроме того, этот вид практикует выводковый каннибализм, заключающийся в поедании взрослыми осами части своего расплода, если их собственные потребности в питании не будут удовлетворены. Как правило, несколько имаго делят одну личинку. Кроме того, взрослые осы обмениваются пищей через трофаллаксис.
Фуражировка происходит почти исключительно ночью. В это время большое количество ос стремительно вылетает из гнезда, а затем быстро возвращаются, и всё повторяется снова. В ночное время наблюдаются умеренные и высокие уровни возвращения и ухода более мелких групп ос. Особенности фуражировки Apoica pallens зависят от лунного цикла: когда луна в начале первой и конце последней четверти, Apoica pallens собирает корм в течение первых 4 часов после захода солнца, с ещё одним небольшим пиком активности незадолго до рассвета, когда осы возвращаются в гнездо. Когда луна растёт, Apoica pallens продлевает часы фуражировки.
В ходе эволюции у Apoica pallens выработались приспособления, которые улучшили их зрение, что позволяет им кормиться в условиях низкой освещенности. Эти осы имеют большее поле зрения по сравнению с таковым у родственных видов ос из-за большего диаметра омматидиев, стержневой структуры в глазу, чувствительной к свету. Apoica pallens также имеет увеличенное количество фасеток, что увеличивает относительный размер глаза. Хотя эти особенности помогают улучшить ночное зрение осы, другие факторы, которые ещё не изучены, также вносят свой вклад, например, латеральное ветвление нейронов в первом оптическом ганглии внутри глаза.

### Коммуникация
Во время формирования роевых скоплений стаи большинства ос, представляющих трибу Epiponini, обычно оставляют ароматические метки на поверхностях вокруг гнезда. У Apoica pallens, однако, способ коммуникации иной: они имеют особую железу Ричардса (англ. Richards' Gland) — эндокринную железу, которая выделяет феромоны, важные для передачи сигналов роения. Осы этого вида, по-видимому, координируют роение с помощью переносимого по воздуху феромона, выделяемого из нижней части брюшка.
Призывное поведение характеризуется удерживанием брюшка неподвижно относительно груди. Воздействие этих желёз, выделяющих химические вещества, привело к появлению гипотезы о том, что это поведение лучше высвобождает переносимые по воздуху феромоны, которые сигнализируют членам роя о начале миграции.

### Защита
Apoica pallens демонстрирует пассивную физическую, а не химическую защиту. В течение дня, когда взрослые особи не участвуют в роении, они покрывают своими телами соты гнезда толщиной в несколько слоев. Осы на внешнем слое гребня обращены жвалами наружу. Это оставляет их бдительными в отношении приближения хищных муравьев, пытающихся проникнуть внутрь гнезда. Считается, что это более пассивная защита, чем активная, поскольку присутствие взрослых особей в этом скоплении само по себе является сдерживающим фактором для паразитов и хищников. Также была выдвинута гипотеза, что преимущества этого защитного образования в светлое время суток привели к выбору ночного поведения в поисках пищи и роения, наблюдаемого у этого вида, так как ночью высвобождаются ресурсы имаго ос.

## Систематика

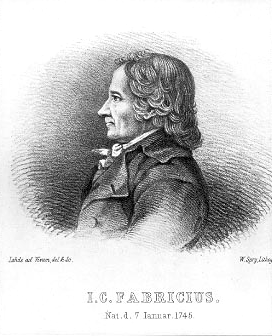
И. Х. Фабриций, впервые описавший этот вид ос

Вид Apoica pallens был впервые описан в 1804 году датским энтомологом Иоганном Христианом Фабрицием (1745—1808) под названием Polistes pallens Fabricius, 1804. Включён в состав трибы Epiponini, встречающейся исключительно в неотропическом регионе.
Род Apoica является одной из базальных ветвей на филогенетическом древе трибы. Apoica pallens наиболее близок к видам Apoica strigata, Apoica thoracica и Apoica flavissima.

## Значение в медицине
В различных регионах Бразилии некоторые виды насекомых используют в народной медицине. В частности, известно, что гнёзда Apoica pallens играют важную роль в практике индейцев племени панкараре (народность панкарару, ранее говорившая на языке панкараре, проживает на территории штатов Алагоас и Пернамбуку), а также некоторых других сельских жителей Бразилии. Гнёзда этих ос сжигают, а образовавшийся дым вдыхают для лечения инсульта и некоторых других болезней. В регионе Матинья дос Претос кусочки гнезда также кипятят в воде, чтобы приготовить чай, который используется для лечения бронхиальной астмы.